# S-VHS-C
S-VHS-C(Super-VHS-Compact) は、VHS-CのS-VHS版であり、VHS-Cの高画質化を図った規格である。Cカセットは主に、S-VHSビデオカメラ（カムコーダ）で使用されてきた。

## 概要
通常のフルカセットと同じく、SP(標準)モードまたはEP(3倍)モードを選んで撮影が可能である。
Hi8規格よりも先に市場へ登場し、画質は良かった。

### 発表と発売まで
1987年の1月に発表されたS-VHSに対して、VHS-CのS化についてはほとんど情報が出なかった。
　同年4月にSデッキが各社から発売されたときも何も公表されないものの、期待はかかっていた。
　夏場になって発表会が日本ビクターからあると報道関係者に連絡が入ると、今度は同日のさらに早い時刻にシャープからも発表があるとの連絡が入り、「S-VHS-C」の一番乗り発表競争が催される自体となった。
　結果、シャープが一番手、盟主のビクターが二番手の発表となった。
　まだ8ミリビデオのハイバンド化も発表されていない中で、シェアの獲得と引き離しを狙った手段だった。

### 長所と短所
S-VHS規格がテレビ録画では性能を十分に発揮できなかった事、ビデオソフトのタイトル数が揃わなかった事から、従来VHSからさほど移行しなかったのに対し、S-VHS-Cはカムコーダではその性能が十分に発揮できた事と、廉価な製品（モノラルマイクとノーマル音声記録方式）が登場した事から、VHS-Cからの移行が順調に進んだ。しかしながら8ミリビデオ規格に比べ小型化が難しく、最大でも標準モードで20分（当初）、3倍モードで60分しか録画できないことなどがネックとなった。40分テープが開発されたのはかなり後期になってからで、すでにシェア争いの決着はついていた。

### シェアの逆転
ソニーが8ミリビデオで（当時の）パスポートサイズハンディカム55を発売すると爆発的にヒットし、ここで初めてシェアが逆転した。
その後両陣営ともに多くの新機能を搭載したカムコーダーを出すが差は広まる一方、そんな中S-VHS-Cのカムコーダ一番手を果たしたシャープが8ミリ陣営に乗り換えた事がこの争いに決着をつけた。
シャープが大画面の液晶ビューカムを8ミリビデオで発売、その後も日立、東芝、三洋電機などが8ミリビデオ陣営に鞍替えしていった。
日本ビクターとパナソニックは最後まで頑張り続け、パナソニックが手ブレ補正機能付き（ハンディタイプで世界初）のブレンビーでクリーンヒットを飛ばしたがそんな機能も半年ほどでほぼ全社が追随し出揃うなど大きな決め手とはならなかった。

### S-VHSデッキでの再生
競争の最中、据え置きデッキでは圧倒的なシェアを誇るVHSで、アダプタ無しで再生できることをアピールしたデッキが数機種発売された。これに対抗して8ミリビデオ陣営は、VHSと8ミリビデオが一体化したダブルデッキで対抗した。

### アナログメディアの終焉
カメラ一体型VTRの規格が、DVやDVD、HDDやメモリーカードなど、パソコンとの親和性が高いデジタルビデオ規格の普及に伴って使用されなくなり、アナログ規格であるS-VHS-Cはほぼ使用されなくなった。
フルカセットのS-VHSに対してデジタル記録ができるD-VHSが発表されたものの、据置型のデッキが数種出ただけでコンパクト化規格は出ることがなかった。
盟主の日本ビクターやパナソニックもDV方式のカムコーダーを当初から発売し、VHS-Cの系統はS-VHS-Cで途絶えることになった。
一方の8ミリビデオはデジタル規格としてDVと信号の互換性があるDigital8を発売したものの、2000年代後半からのハイビジョン化の進展によってこちらも過去の規格となった。

## 現状
すべてのカメラ、カセットの販売は終了しているが、録画済みのテープの再生にはカセットアダプターさえあればS-VHSデッキ、S-VHSの簡易再生機能付VHSデッキで再生できる。カセットアダプターはJVCケンウッドとパナソニックから発売されており、店頭に在庫がなくともメーカーにはまだ在庫が残っており、取り寄せることができる。2011年（平成23年）現在、JVCケンウッド（Victor・JVCブランド）からは、「C-P8」という型番で、また、パナソニックからは、「VW-TCA7」という型番でそれぞれ発売されている（写真）。